# 真金一里塚
真金一里塚（まがねいちりづか）は岡山県岡山市北区吉備津に現存する山陽道・西国街道の一里塚である。国の史跡に指定されている。

## 概要

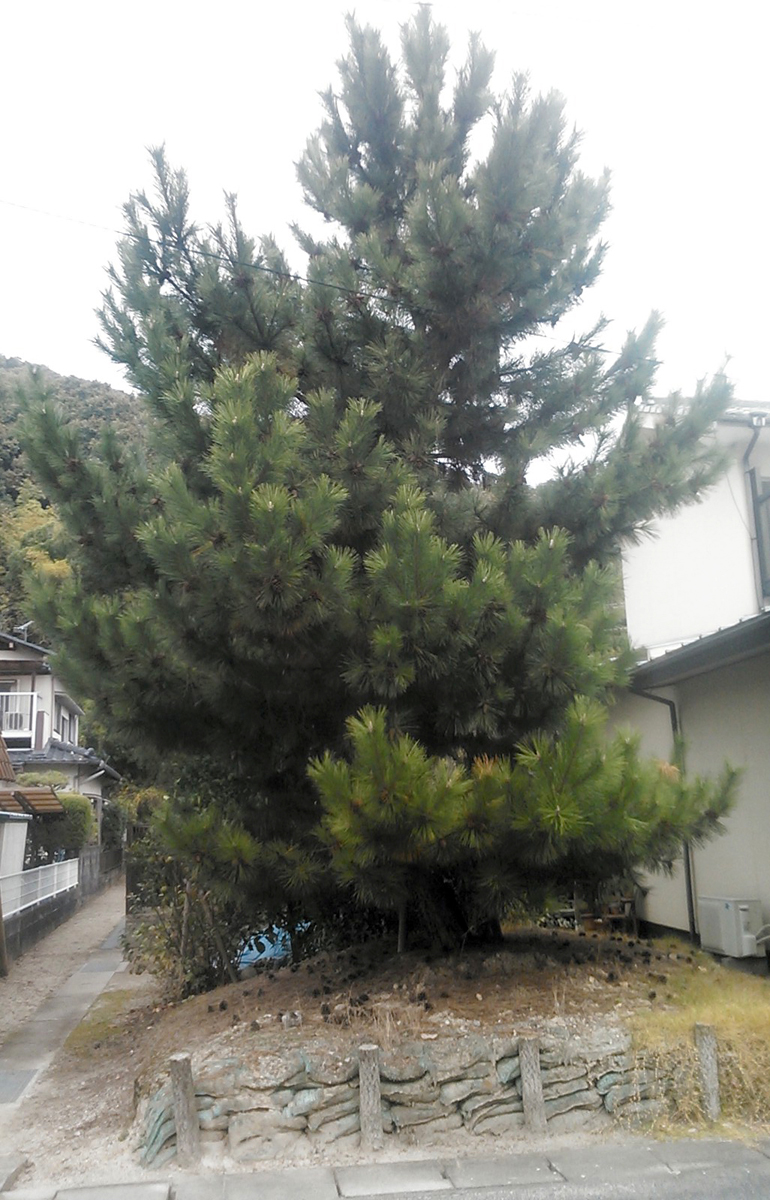
真金一里塚（北塚）

江戸時代に岡山藩より庭瀬藩を経由して浅尾藩以西に至る山陽道・西国街道（松山往来を重複街道とする）の一里塚として、当時の備中国庭瀬藩板倉郷の同街道上に設定された塚。後の市町村合併を経たために場所の地名は幾度か変わっているが、位置は設置時より変わっていないとされている。現在も岡山市によって管理されている街道上下現存の一里塚である。
岡山城下から西行した際における2番目の塚であり、万成一里塚の次塚、新庄一里塚の前塚である。備中国（庭瀬藩）の国境付近に在しており、岡山藩の在する備前国から備中国に入って最初に見る事のできる一里塚でもある。逆に備中国から備前国に東行する際には、本塚に至れば目の前が備前国であることを告知する「国境上の一里塚」にもなっている。
また、同地と金刀比羅宮を結ぶ往来街道である金毘羅往来の北往来（一宮・吉備津ルート。吉備津金毘羅往来）の通過点であり起点設定所のひとつとされている。ただし実際の街道分岐点は、真金一里塚より300mほど西にある吉備津神社参道（通称・吉備津松並木）あるいは塚より850m西にある板倉宿（後述）となっている。往事の吉備津松並木は他ならぬ吉備津神社の境内でもあったため、ここを山陽道との分岐とすると、吉備津金毘羅往来が単独の往来として分岐するのは同社南西にある宮内鳥居の位置になる。
1928年（昭和3年）3月24日、一里塚としての形式をよく保ち当時の街道の名残を保持しうる塚であるとして、国の史跡に指定された。元々は街道の北側に黒松、南側に榎の巨木が植わっていたとされているが、巡り合わせが悪く枯れてしまったために現在では北側に松、南側に榎の若木を、それぞれ植え直して成長させている。

## 近隣
近隣は、古来より山陽道の沿線地域および吉備津神社の門前町として開けていた事から、爾来よりの個人商店などが多い地域となっている。ただし一里塚から西に300mほどの地点となる吉備津神社の参道および吉備津駅周辺は、神社の鎮座地に近いこともあるため商店の姿は少なく、小規模な畑や住宅地で構成されている静謐な地域になっている。
前述の通り本塚は備前国と備中国の国境近辺にあるが、この境を接する「吉備津」と「備前一宮」の両地域は同時に両国の一宮である吉備津神社（備中国一宮）と吉備津彦神社（備前国一宮）をそれぞれに擁している。また備前国の吉備津彦神社は備中国の吉備津神社の分霊社としての性質を持ち、参詣などに関しても両社は現在でも約2km足らず徒歩連絡30分ほどという近隣に在することもあいまって、歴史的にもほぼ一体的な霊場「吉備の中山」として崇敬されていた。両社の近隣には多くの市場が開かれており、一里塚近隣も如実にその影響を受けて賑わったものとされている。

### 板倉宿

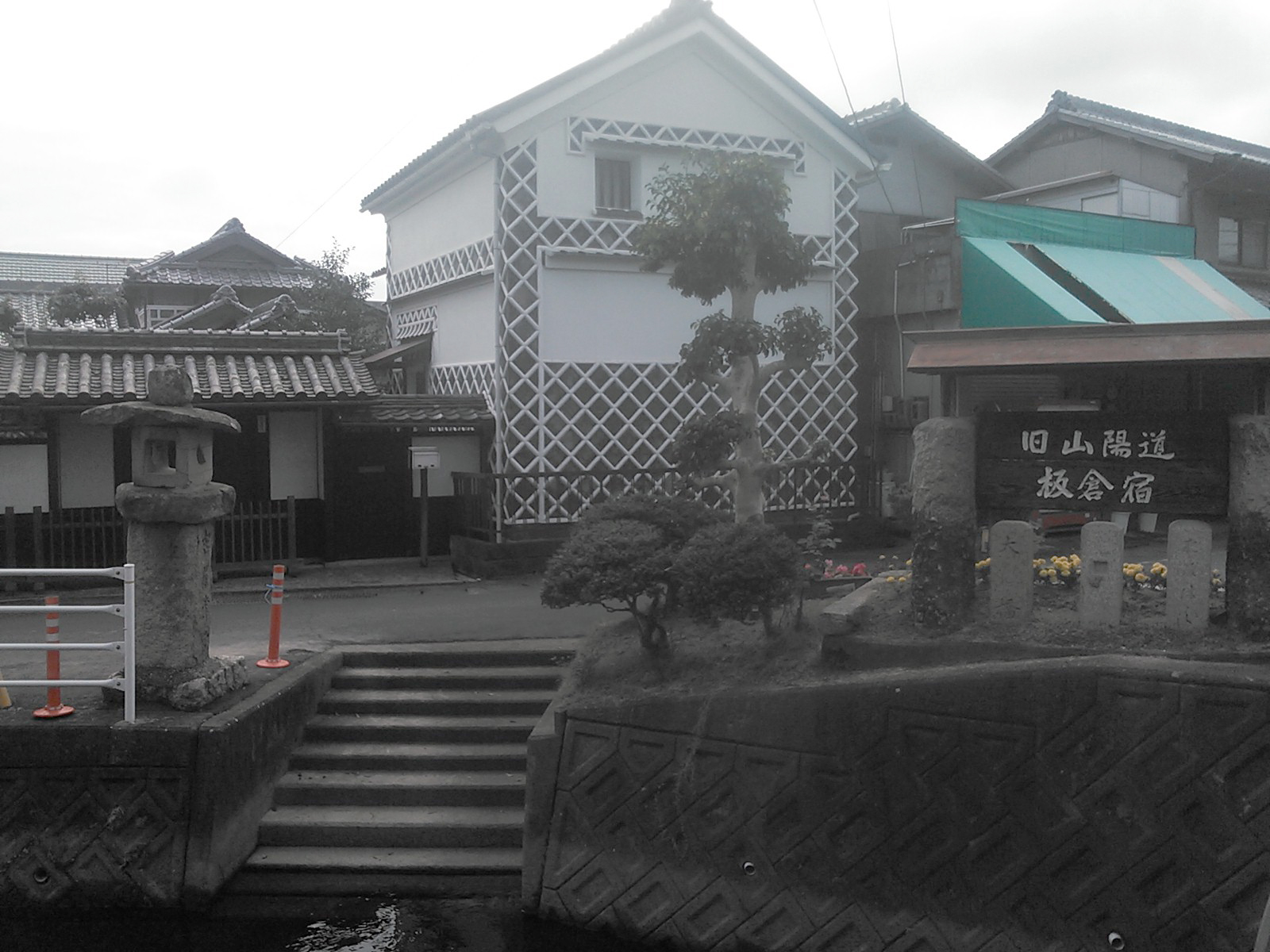
板倉宿
（現在は宿場としては機能していない）

真金一里塚より西に850mほど山陽道を下った場所には同街道の板倉宿（いたくらじゅく）が存在した。往来設定当時の現地は前述の通り吉備津神社の外周門前町かつ備前・備中の両吉備津彦祭祀社参拝の中継点のような様相を呈しており、巡礼のための参拝客や、それを目的としてやってくる人々のための市場によって発展を遂げたと言われる。この付近においては時代の流れを受けて街道の雰囲気は多少薄れたものの、今でも往時の門構えを残す家が散見されており、板倉宿跡を示す看板や献納灯籠（吉備津金毘羅瑜伽三社灯籠）を見ることができる。

### 真金十字路
真金一里塚より西に1.2kmほど山陽道を下った場所に存在する、山陽道（西国街道）と松山往来および庭瀬藩道の分岐交差点。現在の正式名称は板倉交差点（いたくらこうさてん）だが古来より真金十字路（まかねじゅうじろ）と称される。十字路という呼称だが国道180号（旧松山往来）に岡山県道245号真金吉備線（旧庭瀬藩道）が接続した上で山陽道（西国街道）旧道が、この接続点を貫く形をとっているため、実質的な五差路交差点となっている。さらに150m北には国道180号に岡山県道270号清音真金線が接続される加茂交差点が存在するため、真金十字路は岡山・総社（および総社以北である高梁・新見）の両市街地のみならず庭瀬以南および清音（総社市南部）以西からも交通が集約する結節点となっており、それを原因として時折、交通渋滞を発生させることがある。それは地元ラジオ局である山陽放送ラジオの道路渋滞情報においても「板倉の交差点」として、本交差点の渋滞情報が常設されているほどである。

### その他のスポット
- 吉備津駅
- 中鉄バス「境目」バス停
- 国境碑 - 国道180号沿い境目集会所前にある「従是東備前國」の石碑
- ローソン 岡山辛川西店 - 真金一里塚より東へ道のりで直線550mとなる、塚から一番近い国道180号沿い一宮地域のコンビニ
- 天満屋ハピーマート 吉備津店 - 真金一里塚より西へ900m程度となる国道180号沿いのスーパーマーケット。
- ジュンテンドー 吉備津店
- トマト銀行 吉備津支店
- 岡山市立鯉山小学校

## 所属する街道・往来
全て山陽道を基礎として重複する往来街道である
- 山陽道（西国街道）
- 松山往来（松山以降は新見往来）
- 金毘羅往来（吉備津金毘羅往来）

## アクセス
本一里塚の周囲に観光用の駐車場は無いため公共交通機関の利用が望ましいとされている。
- JR西日本岡山管区 吉備線吉備津駅下車。東に徒歩5分ほど。
- 中鉄バス 国道180号方面線、吉備津・高松・足守・総社方面系統便「境目」停留所下車。西に徒歩5分ほど。